# Habrocestum ornaticeps
Habrocestum ornaticeps là một loài nhện trong họ Salticidae.
Loài này thuộc chi Habrocestum. Habrocestum ornaticeps được Eugène Simon miêu tả năm 1868.